# Флаг Белгородского района
Флаг Белгоро́дского района Белгородской области Российской Федерации.

## Описание
«Флаг Белгородского района Белгородской области представляет собой прямоугольное полотнище с соотношением сторон 2:3, крестообразно разделённое на четыре чередующиеся чёрные и зелёные части: чёрную и зелёную у древка, занимающие по1/6 полотнища каждая, и зелёную и чёрную у свободного края, занимающие по 2/6 полотнища каждая. Поверх вертикальной линии деления расположены фигуры герба Белгородского района: жёлтый лев и над ним белый орёл. На оборотной стороне полотнища помещено аналогичное зеркальное изображение».
За основу современного флага принято знамя Белгородского пехотного полка 1712 года.